# Pacificagrion dolorosa
Pacificagrion dolorosa är en trollsländeart som beskrevs av Fraser 1953. Pacificagrion dolorosa ingår i släktet Pacificagrion och familjen dammflicksländor. IUCN kategoriserar arten globalt som otillräckligt studerad. Inga underarter finns listade i Catalogue of Life.